# Tod eines Mädchens (2015)
Tod eines Mädchens sind die ersten beiden Episoden der Fernsehfilmreihe Nordholm aus dem Jahr 2015. In den Hauptrollen sind Heino Ferch und Barbara Auer zu sehen. Die Erstausstrahlung erfolgte am 9. und 11. Februar 2015 im ZDF.

## Handlung
Am Strand der fiktiven schleswig-holsteinischen Kleinstadt Nordholm wird die Leiche der 14-jährigen Jenni Broder angespült. Die in der Nachbarschaft der Familie des Opfers lebende Kommissarin Hella Christensen führt an der Seite des frisch aus Frankfurt nach Kiel versetzten Hauptkommissars Kessler die Ermittlungen durch. Zur Aufklärung der Tat muss sie in ihrem eigenen Freundes- und Bekanntenkreis ermitteln, was sie zunehmend in einen Gewissenskonflikt bringt.
Bald geraten mehrere Männer des Ortes in den Kreis der Verdächtigen, so unter anderem Jennis Vater und auch Christensens eigener Sohn, der mit der Toten einen Online-Chat pflegte und auf diesem Weg am Tatabend ein Treffen mit ihr vereinbart hatte.
Parallelen zum Verschwinden der 15-jährigen Anita Bossen 14 Jahre zuvor führen die Ermittler auf die Spur des Hoteliers Uwe Hahn, der einst ein Verhältnis mit Anita pflegte und bei dem Jenni am Tatabend als Aushilfe gearbeitet hatte. Aufgrund eines defekten Rücklichts gerät auch der Jagdpächter Lars von Ahnefeld ins Visier der Ermittlungen. Dieser begeht Suizid durch Polizisten, indem er auf Kessler schießt und dieser ihn in Notwehr erschießen muss. Es stellt sich heraus, dass von Ahnefeld für den Tod von Anita verantwortlich war.
Nachdem Hahn verhaftet wurde, entdeckt Kessler, dass Jenni von der Affäre ihrer Mutter mit dem Bruder ihres Mannes erfahren hatte und dieser für Jennis Tod verantwortlich ist: Sie geriet an der Steilküste mit Torben in Streit, stürzte bei einem Handgemenge mit dem Hinterkopf auf einen Stein und verlor das Bewusstsein. In der Annahme, dass sie tot sei, brachte Torben die leblose Jenni in die Ostsee und ließ sie aufs Meer hinaustreiben, wodurch sie ertrank.

## Entstehung & Veröffentlichung
Die Dreharbeiten fanden in Lütjenburg statt. Die Erstausstrahlung von Tod eines Mädchens (Teil 1) am 9. Februar 2015 im ZDF erreichte 7,182 Millionen Zuschauer und einen Marktanteil von 21,1 Prozent.
Die Erstausstrahlung von Tod eines Mädchens (Teil 2) am 11. Februar 2015 im ZDF erreichte 8,02 Millionen Zuschauer und einen Marktanteil von 24,7 Prozent. Das ZDF sendete Anfang Januar 2019 mit Die verschwundene Familie und am 6. und 8. Februar 2020 mit Das Mädchen am Strand ebenso zweiteilige Fortsetzungen, erneut mit Heino Ferch und Barbara Auer in den Hauptrollen.

## Kritiken
TV Spielfilm lobte das „durchweg starke Ensemble“ und sah inhaltliche Parallelen zur britischen Fernsehserie Broadchurch.
Die FAZ erläuterte: „Wie bei ‚Tod eines Mädchens‘ spielen bei ‚Broadchurch‘ das anbrandende Meer, die steilen Felsen und die behäbige Kleinstadt an der Küste atmosphärische Hauptrollen, hier wie dort ist ein höchst gegensätzliches Ermittlerpaar im Einsatz, bis in einzelne Dialoge hinein wirken zumal im ersten Teil des ZDF-Films Handlung, Milieu und Szenenfolge weitgehend wie eine Kopie. [....] ‚Tod eines Mädchens‘ ist ein durchaus problematischer Grenzfall stofflicher Anverwandlung.“
Der SHZ sieht große Gemeinsamkeiten bis hin zum Täter mit der Serie Kommissarin Lund – Das Verbrechen, findet den Zweiteiler aber dennoch gelungen und spannend.